# Rebutia einsteinii
Rebutia einsteinii är en kaktusväxtart som beskrevs av Fric. Rebutia einsteinii ingår i släktet Rebutia och familjen kaktusväxter.

## Underarter
Arten delas in i följande underarter:
- R. e. aureiflora
- R. e. einsteinii
- R. e. gonjianii

## Bildgalleri

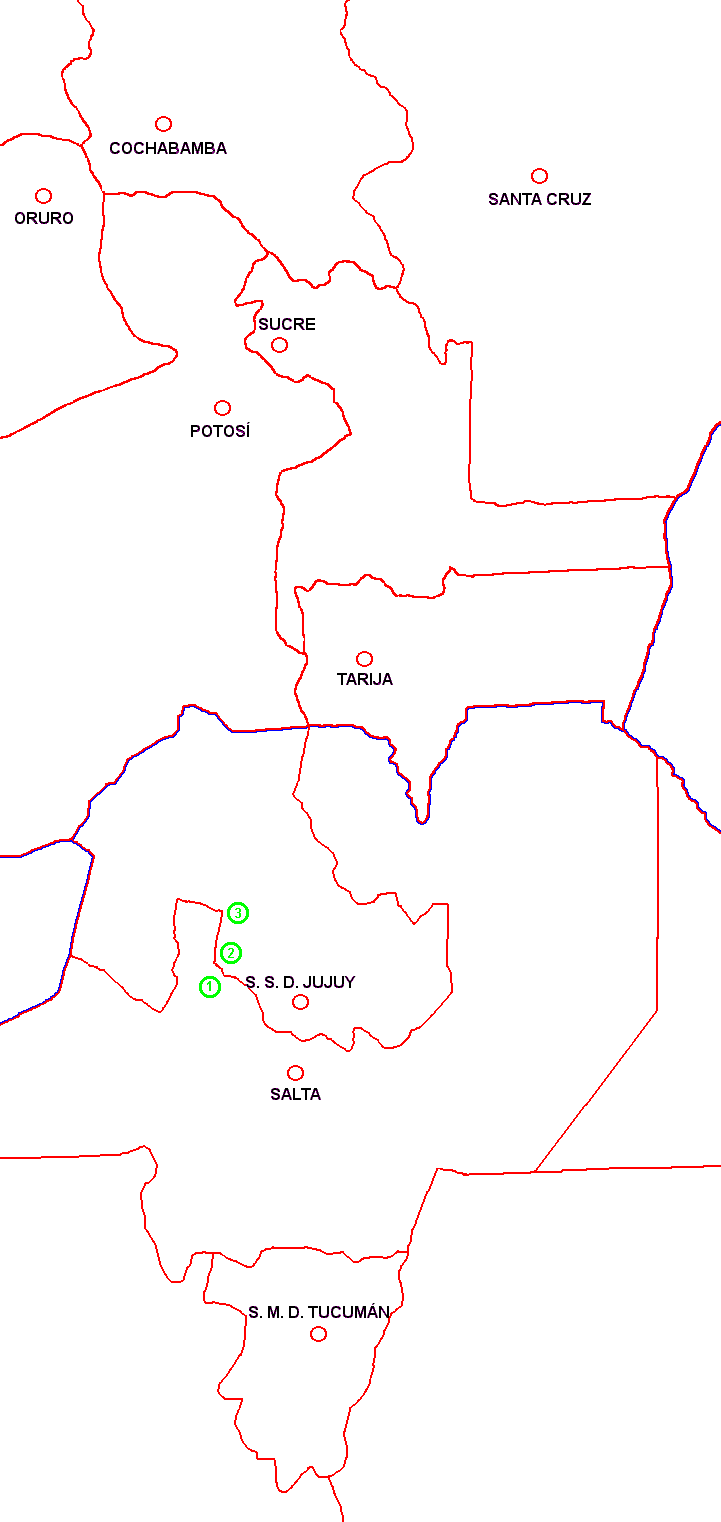